# نيل بيركنز
نيل بيركنز (بالإنجليزية: Neil Perkins) (2 أكتوبر 1981 - ) هو ملاكم بريطاني، صنّف ضمن فئة وزن ثقيل. شارك في دورة ألعاب الكومنولث 2006.

## وصلات خارجية
- نيل بيركنز على موقع بوكس ريك (الإنجليزية) (registration required)
- نيل بيركنز على موقع اتحاد ألعاب الكومنولث (مؤرشف) (الإنجليزية)